# Petre Teacă
Petre Teacă este un general român.
S-a născut la data de 5 noiembrie 1934 în localitatea Valea Iașului, județul Argeș.
Absolvent al Școlii de Ofițeri de Infanterie în anul 1955, al Academiei Militare Generale - Facultatea de Arme Întrunite între 1966 - 1969 și al Cursului postacademic superior în 1983. 
Ofițer în cadrul Centrului Militar Municipal Petroșani cu gradul de locotenent major. Comandant al Brigăzii 9 Grăniceri Timișoara (1982 - 1987).
În perioada 1 iulie 1987 - 20 iulie 1990 colonelul Petre Teacă a fost comandantul Comandamentului Trupelor de Grăniceri. 
La data de 25 decembrie 1989, în calitate de comandant al Comandamentului Trupelor de Grăniceri, a dat ordin de deschidere a focului impotriva ziaristului belgian Danny Huwe, eveniment ce s-a soldat cu decesul acestuia din urma și a altor patru civili, precum și cu rănirea gravă a altor 3 civili printe care și un tânăr în vârstă de 16 ani.
Ordinul de deschidere a focului nu a avut nici o justificare, trupele de graniceri nefiind în vreun fel amenințate.
La doar 3 zile de la acest eveniment, pe data de 28 decembrie 1989, colonelul Petre Teacă a fost înaintat la gradul de general-maior (cu o stea).
În perioada iulie 1990 - octombrie 1995 a fost comandantul Centrului Militar Județean Hunedoara.
În octombrie 1995 a fost trecut în rezervă.